# Cal Mota
Cal Mota és un edifici del segle xix protegit com a bé cultural d'interès local del municipi de Sant Sadurní d'Anoia (Alt Penedès).

## Descripció
És un edifici de planta baixa, dos pisos, terrat i torratxa amb galeria i jardí posterior en el qual la barreja d'elements de diferents estils, característica de l'eclecticisme, és un fet: finestres medievalistes, encoixinats neorenaixentistes, pilastres i capitells neoclàssics, estucat geomètric neomudèjar, balustrades de marbre, reixes de ferro forjat, columnes de ferro colat, escates de ceràmica vidriada, etc.

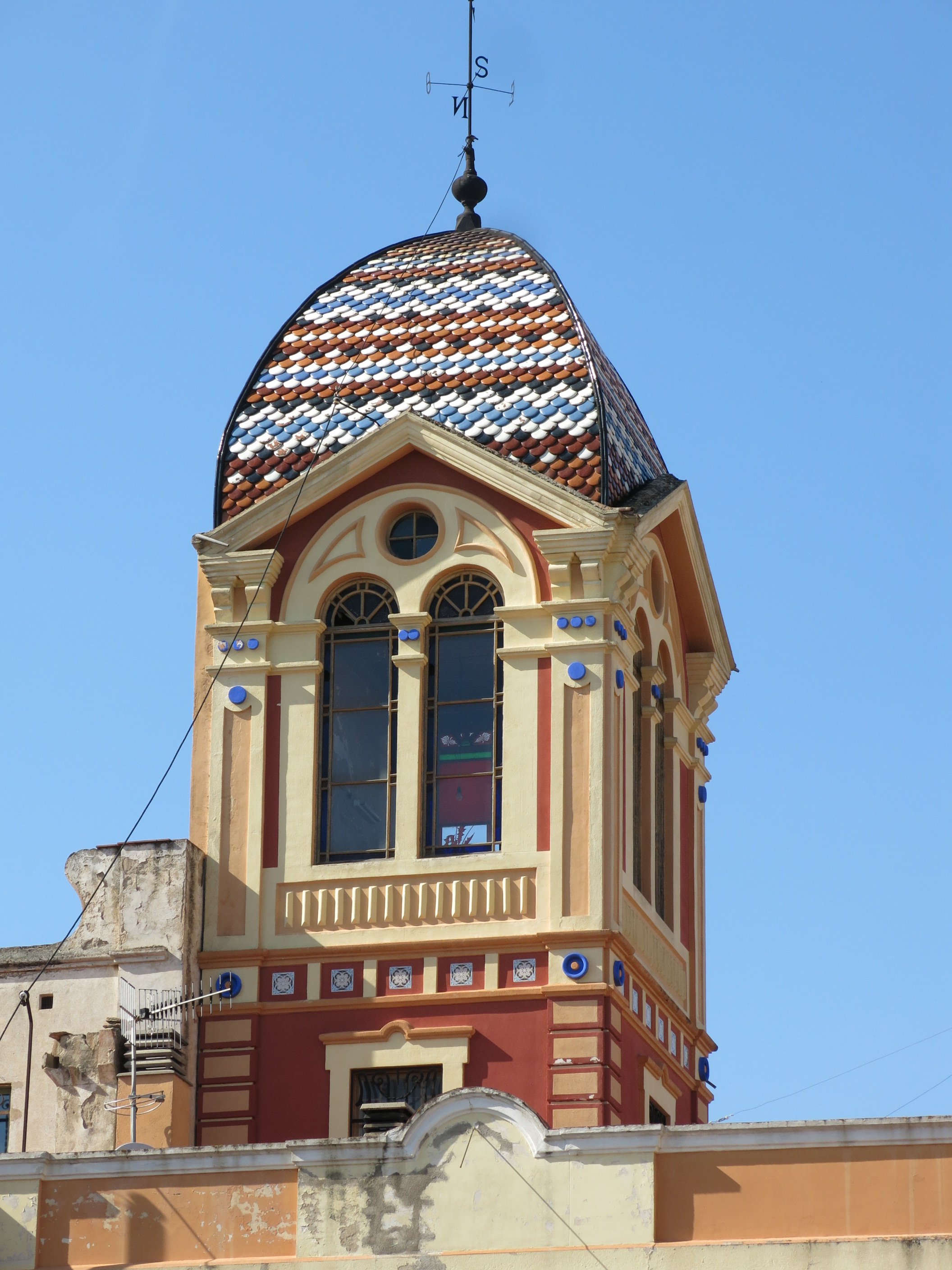
Torre de Cal Mota

## Història
En plena crisi de la fil·loxera es manté la transformació del carrer Raval eixamplant la via com a part de la carretera Sant Boi a la Llacuna. En aquest context, s'emprèn la
remodelació de la que serà una de les cases emblemàtiques de Sant Sadurní. El 1893 s'inicia la reforma de l'habitatge i l'any següent s'aixeca la tanca i un mirador al jardí posterior que s'obre als carrers Riera i Sant Antoni, seguint l'exemple dels seus veïns. Aprofitant la creixent importància del Raval, s'orienta la façana principal a aquest carrer. L'obra va ser encarregada pels germans Josep i Salvador Rovira Santacana, coneguts amb el sobrenom dels Mota, al mestre d'obres Enric Figueras i Ribas  de Barcelona, que treballà a Sant Sadurní per a la família Rovira.